# Marko Kristal
Marko Kristal (Tallinn, 2 de junho de 1973) é um treinador de futebol e ex-futebolista estoniano.
Sua carreira de jogador durou 17 anos. Iniciou sua trajetória no futebol em 1988, no Lõvid/Flora (atual Flora Tallinn). Atuou também por Noorus, Sport Tallinn, Elfsborg e Lahti.
Encerrou sua carreira de jogador em 2005, no Flora, para se tornar diretor-esportivo da equipe.

## Seleção
Com o final da URSS, em 1991, as seleções dissidentes iniciariam a sua trajetória como equipes independentes no ano seguinte, e com a Seleção Estoniana não foi diferente. Kristal debutaria na equipe do novo país já em 1992, com apenas 19 anos, em um amistoso contra a também nascente Seleção Eslovena. Participou das Eliminatórias para as Copas de 1994, 1998 e 2002 e para as Eliminatórias das Eurocopas de 1996, 2000 e 2004, onde a Estônia não chegou perto da vaga. Kristal deixou a equipe em 2005, mesmo ano de sua aposentadoria, ao ser substituído no jogo contra a Noruega.
Com a camisa da Estônia, Kristal, que disputou 143 partidas e marcou nove gols, detinha a marca de jogador com mais jogos por uma seleção europeia até 2009, quando foi superado pelo compatriota Martin Reim. Hoje ele é o quarto atleta com mais partidas em uma seleção do Velho Continente, ao lado do ex-goleiro sueco Thomas Ravelli.

## Carreira de treinador
Kristal, após deixar a carreira de atleta, exerceu a função de diretor esportivo do Flora até 2007, teve sua primeira oportunidade como integrante de comissão técnica, sendo o auxiliar-técnico do Levadia Tallinn, e edesde 2010 comanda o Tammeka Tartu.